# Ellen Glasgow
Ellen Anderson Gholson Glasgow, född 22 april 1873 i Richmond, Virginia, död 21 november 1945 i Richmond, Virginia, var en amerikansk författarinna som porträtterade den föränderliga världen i den samtida amerikanska södern.

## Biografi
Född i en framstående familj utvecklades Glasgow på ett annorlunda sätt än det normala för hennes klass. På grund av svag hälsa fick hon sin undervisning i hemmet och hon studerade filosofi, social och politisk teori samt europeisk och brittisk litteratur.
När en rörelse för kvinnlig rösträtt i USA framträdde i början av 1900-talet engagerade sig Glasgow och gick i engelska suffragettparader våren 1909. Hon talade också vid rörelsens första möte i Virginia. Hon kände emellertid att rörelsen kommit ”vid fel tillfälle” för henne och hennes engagemang och intresse minskade.
Glasgow var från början inte ute efter att göra kvinnorollen till ett huvudtema och hade ingen ambition att sätta hjältinnor framför hjältar i sina berättelser. I hennes senare verk visar emellertid hjältinnorna många av dragen hos de kvinnor som engagerade sig i den politiska rörelsen.
Hennes skildringar av människor och familjer i hemstaten Virginia var realistiska och medvetet kritiska mot den traditionella sydstatsromantiken. I detta vårt liv (1941, svensk översättning 1942) anses vara hennes bästa verk. För denna roman vann Pulitzerpriset 1942 och Warner Brothers gjorde samma år en film baserad på romanen.
Glasgow skrev även en del lyrik.

## Bibliografi

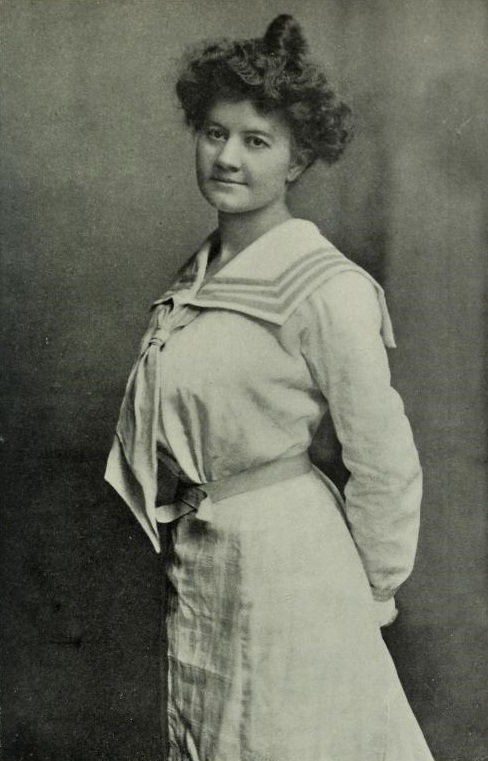
Ellen Glasgow c:a 1902.

### Romaner
- The Descendant (1897)
- Phases of an Inferior Planet (1898)
- The Voice of the People (1900)
- The Battle-Ground (1902)
- The Deliverance (1904)
- The Wheel of Life (1906)
- The Romance of a Plain Man (1909)
- Virginia (1913)
- Life and Gabriella (1916)
- The Builders (1919)
- The Past (novel) (1920)
- One Man In His Time (1922)
- Barren Ground (1925)
- The Romantic Comedians (1926)
  - Mannens andra ungdom (översättning Ann-Mari Grönvik, Hökerberg, 1928). Utg. i Finland, Schildt, 1928, med titeln Romantiska komedianter
- They Stooped to Folly (1929)
  - Familjen Littlepage och lyckan: roman från våra dagar (översättning Ivar Bergsjö, Hökerberg, 1930)
- The Sheltered Life (1932)
  - I lugnt vatten (översättning Teresia Eurén, Norstedt, 1933)
- Vein of Iron (1935)
- In This Our Life (1941) (filmatiserad 1942 med samma titel)
  - I detta vårt liv (översättning Viveka Starfelt, Bonnier, 1942)

### Självbiografi
- The Woman Within (utgiven postumt 1954)